# ایستگاه کنسال گرین
ایستگاه کنسال گرین
یک ایستگاه از خط بیکرلو و از خطوط متروی لندن است که در منطقه کنسال گرین قرار دارد و در ۱ اکتبر ۱۹۱۶ افتتاح شده‌است.

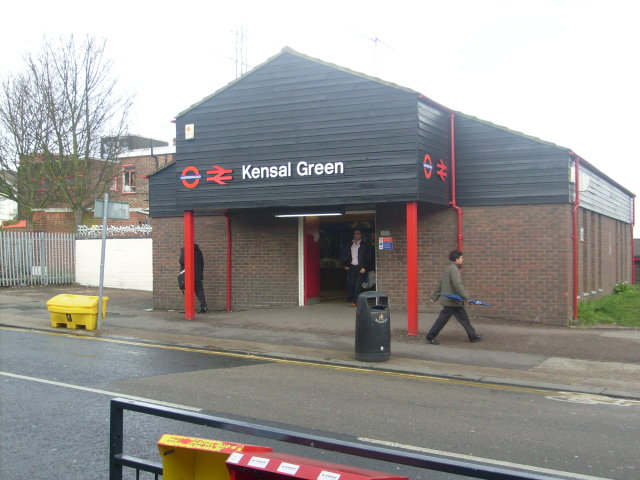
کنسال گرین

## نگارخانه

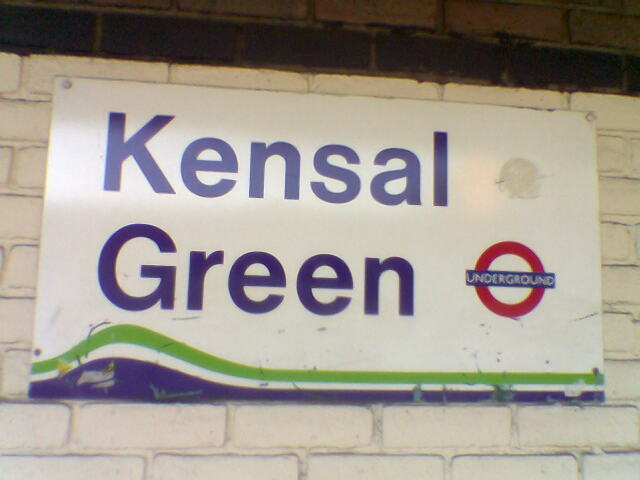
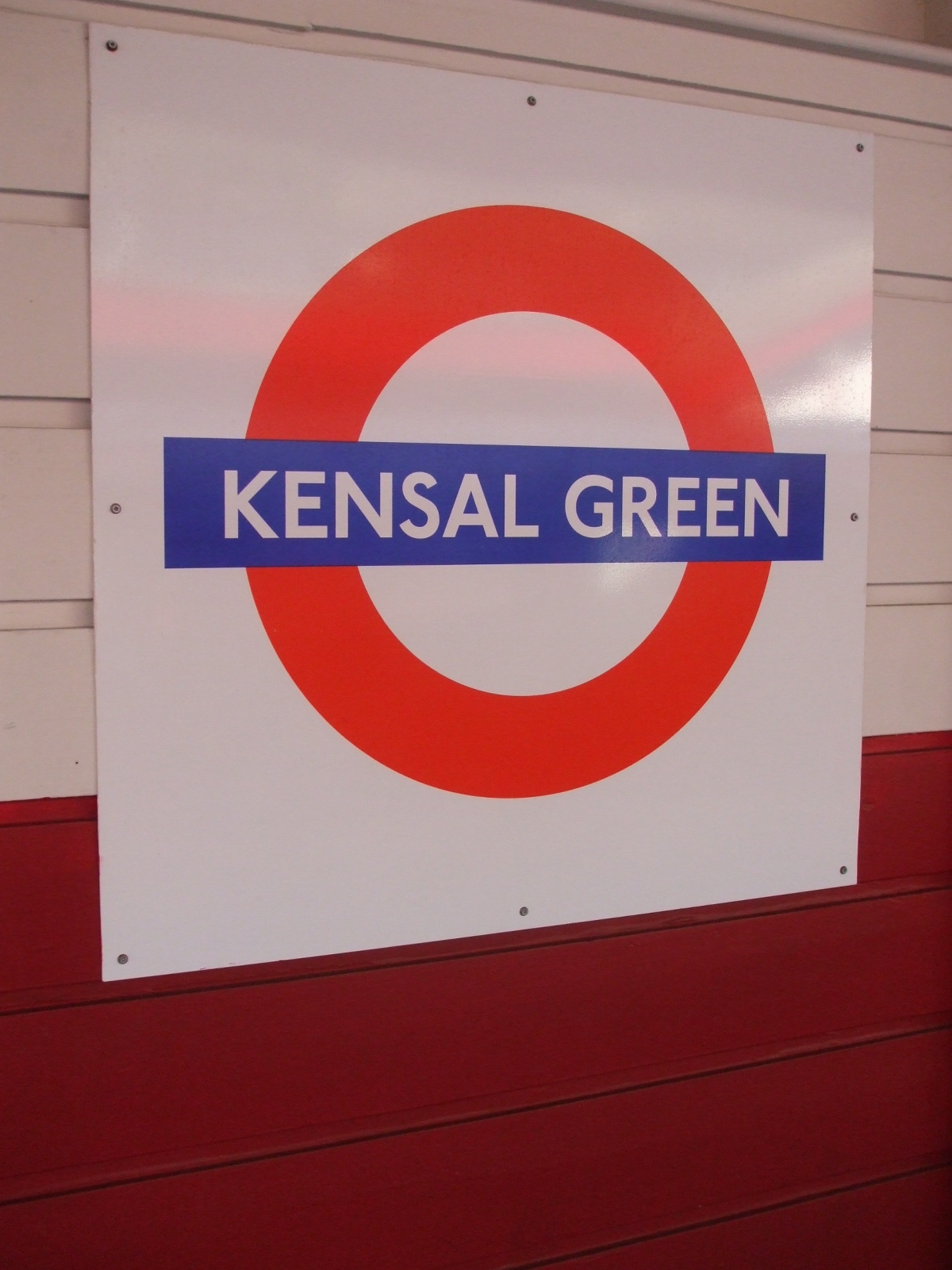
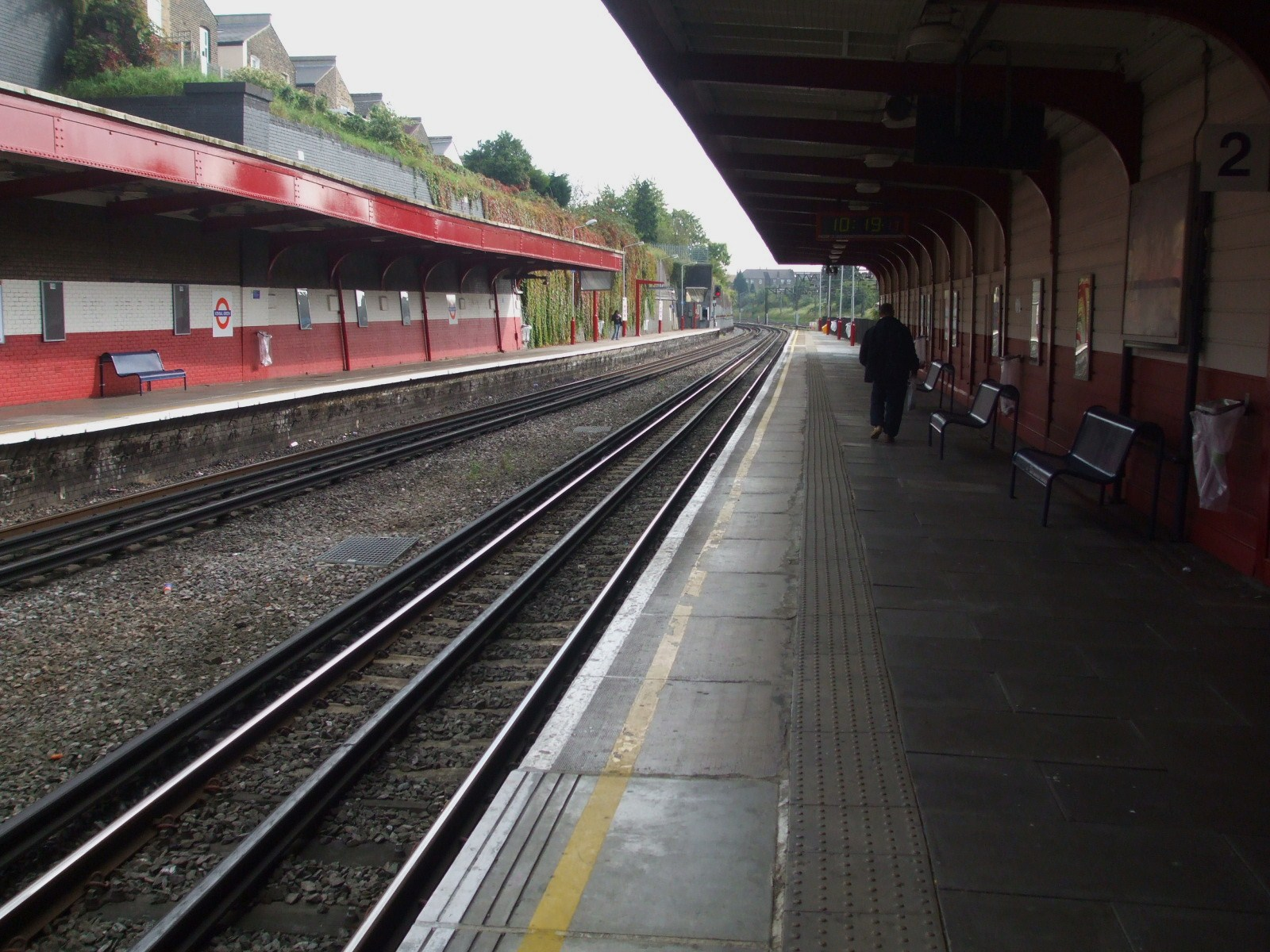
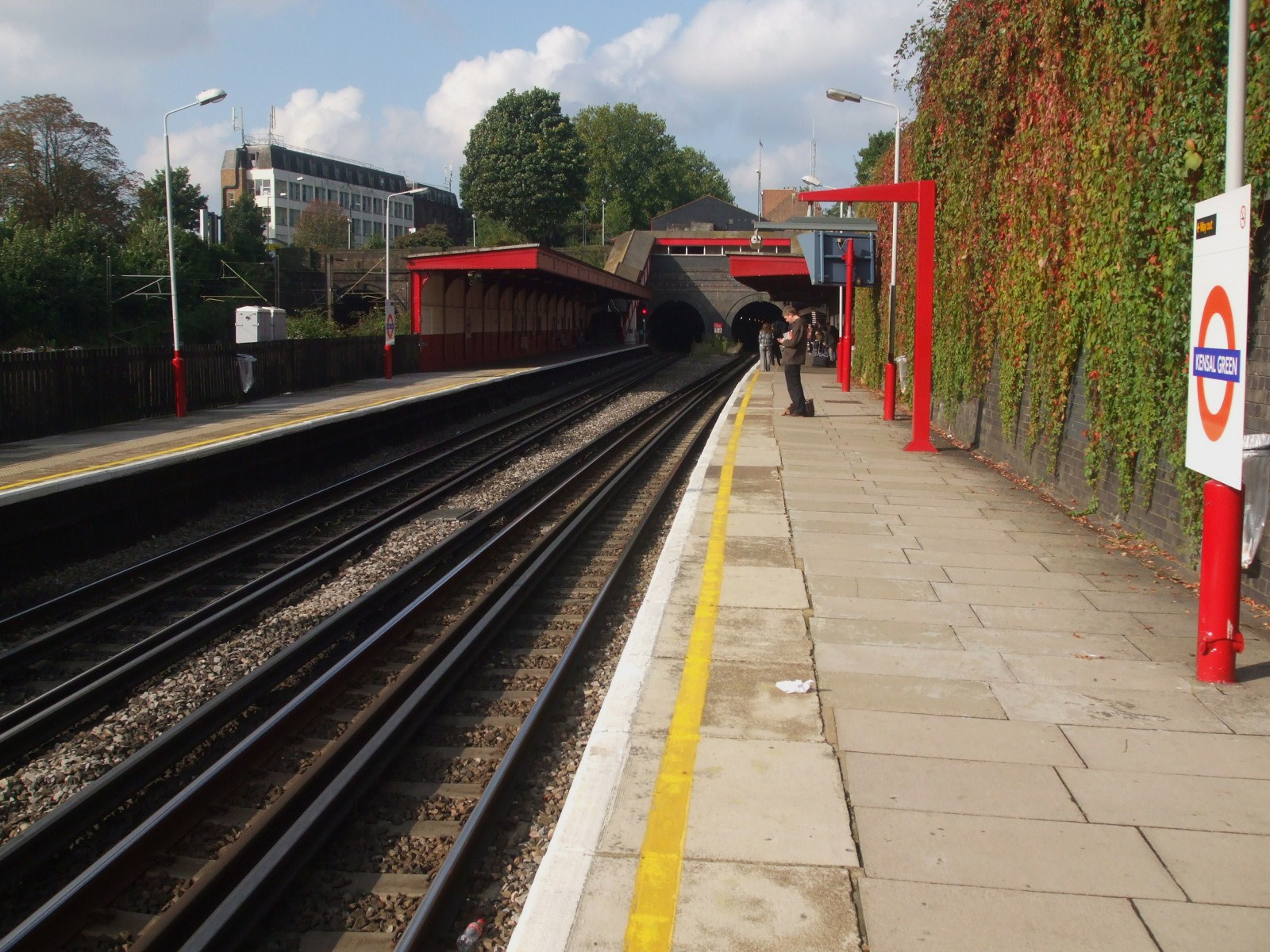